# Tinajas (Cuenca)
Tinajas es un municipio y localidad española de la provincia de Cuenca, en la comunidad autónoma de Castilla-La Mancha. El término municipal tiene una población de 195 habitantes (INE 2024).

## Geografía

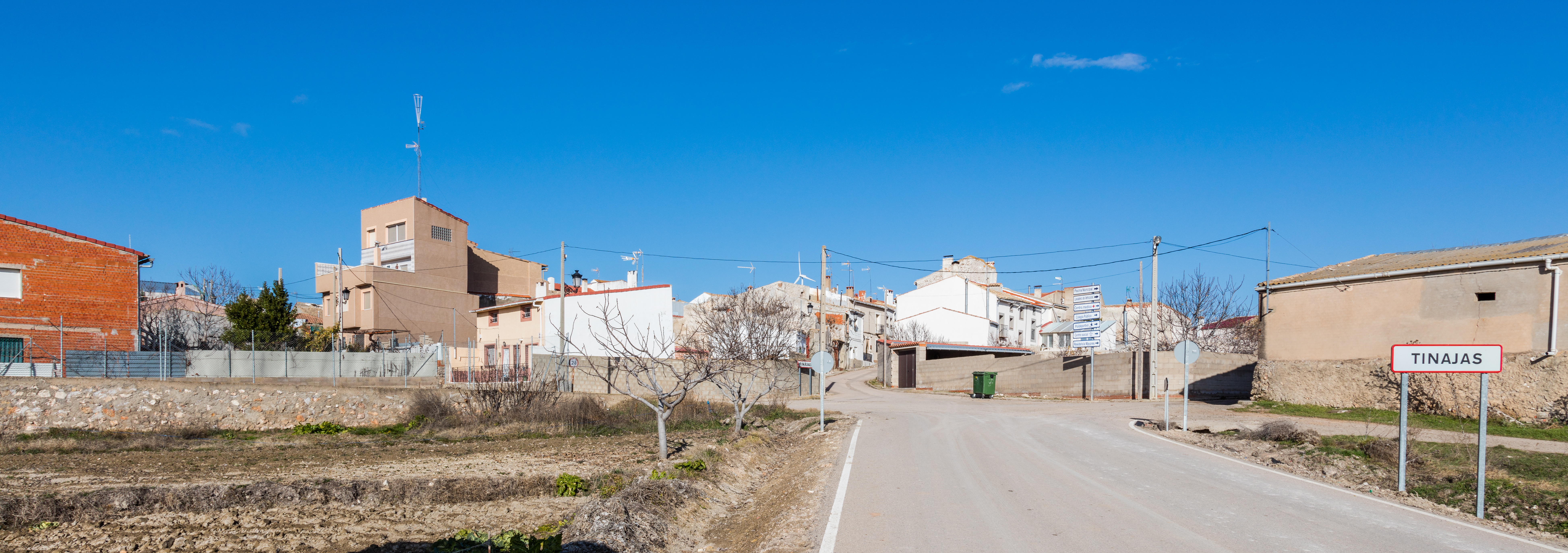
Vista de la entrada a la localidad

Tinajas está situado al noroeste de la provincia. Está enclavado dentro de la comarca de la Alcarria conquense. Está a una altitud de unos 866 m sobre el nivel del mar. Es un núcleo que presenta un hábitat compacto y carece de pedanías.

## Historia
Su historia se remonta al Paleolítico y a la Edad del Hierro. El rey Carlos I concedió a la población rango de villa, tal como cuenta un documento de 1787.
Hacia mediados del siglo XIX, el lugar tenía contabilizada una población de 533 habitantes. La localidad aparece descrita en el decimocuarto volumen del Diccionario geográfico-estadístico-histórico de España y sus posesiones de Ultramar de Pascual Madoz de la siguiente manera:

TINAJAS: v. con ayunt. en la prov. y dióc. de Cuenca (8 leg.), part. jud. de Huete (4), aud. terr. de Albacete (31) y c. g. de Castilla la Nueva (Madrid 18). sit. al estremo O. de la prov. con alguna inclinacion al N., entre los r. Guadamajud y Guadiela, en terreno montuoso; su clima es templado, combatido por el viento SO. y propenso á pulmonias y dolores de costado. Consta de 138 casas, cárcel y casa de ayunt., todo en un mismo edificio; hay escuela de primeras letras concurrida por 60 niños, dotada con 1,100 rs.; escasea de agua, pues no tiene sino dos manantiales de agua salobre fuera de la v.; igl. parr. (Ntra. Sra. de la Paz) servida por un cura de entrada y un sacristan. El térm. confina por N. con el de Castejon y Villalva; E. Canalejas; S. Gascueña, y O. Portalrubio: en su jurisd. se halla el desp. del Campillo. El terreno es montuoso y de mediana calidad: los caminos son locales y en mal estado: la correspondencia se recibe de la cab. de part. prod.: trigo, cebada, avena, cáñamo, legumbres, vino y aceite; se cria ganado lanar y vacuno, aunque en corto número; caza de liebres, conejos y perdices, y algun corzo. ind.: la agrícola, 2 molinos de aceite y uno de harina. pobl.: 134 vec., 533 alm. cap. prod.: 1.735,660 rs. imp.: 85,783.
(Madoz, 1849, p. 760)

## Demografía
Tinajas cuenta con una población de 195 habitantes (INE 2024).
| Gráfica de evolución demográfica de Tinajas entre 1842 y 2021                                                       |
| |
| Población de derecho según los censos de población del INE Población de hecho según los censos de población del INE |

| 1991 |  | 1996 |  | 2001 |  | 2004 |  | 2013 |  | 2015 |
| ---- |  | ---- |  | ---- |  | ---- |  | ---- |  | ---- |
| 425  |  | 380  |  | 366  |  | 370  |  | 232  |  | 221  |

## Patrimonio
En la localidad hay una iglesia parroquial bajo la advocación de Nuestra Señora de la Paz, de fábrica de sillería y las casonas del núcleo del municipio, que destacan por su fachada de carácter religioso. En los alrededores se encuentra la ermita del Campillo, de una sola planta.